# Úrkút
Úrkút (in het Duits: Herrnbrunn) is een gemeente (község) in het Hongaarse comitaat Veszprém. Úrkút telt 2017 inwoners (2015).

## Ligging
Úrkút ligt in het Zuid-Bakony, ten noorden van Kab-hegy, in een vallei, 400 meter boven het zeeniveau. Het is bereikbaar langs meerdere kanten, langs Herend en Szentgál in het oosten, langs Ajka in het westen, langs Tótvázsony en Nagyvázsony in het zuiden.

## Geschiedenis
De naam Úrkút is waarschijnlijk bekend sinds 1335, het maakte deel uit van het eigendom van Tihanyi apátság (abdij in Tihany).
Het is later ontstaan dan zijn buren, hoewel dat er al een kortlevend gebied in de 14e eeuw plaatsvond in de buurt van Úrkút, nl. Kabtelke. Uiteindelijk heeft de adelfamilie Zichy van Nagyvázsony Úrkút tot een plaats gedoopt. Men had hier ook gekozen om "üveghuta" (plaatsen waar glas wordt geproduceerd) te bouwen aangezien de bossen van Kab-hegy waren rijk aan grondstoffen.
Gróf Zichy Károly, leenheer in Nagyvázsony op het einde van de 18e eeuw heeft een akkoord gesloten met Gasteiger János Mihály, wie afkomstig is uit een "glazen" familie, over het vestigen en exploiteren van 'üveghuta'. De werkmannen die in de nabijgelegen glasfabrieken werkten, kwamen naar het onbewoond gebied om zich te vestigen en 'üveghuta' op te bouwen. De bouwtijd voor zo'n 'üveghuta' bedraagt ongeveer 3 jaar.
Tijdens deze periode vond de grote "Schwabenzug" plaats, de Duitse volksverhuizing naar Bakony, om het gebied dat tijdens de Turkse bezetting ontvolkt werd, opnieuw te bevolken. Volgens de mondelinge traditie en latere teksten zijn de migranten afkomstig uit Württemberg. Uit de kerkregisters kan men concluderen dat de meeste Duitse "glazen" families verhuisden van Németbánya, Csehbánya en Pille naar Úrkút.
De eerste geschreven tekst over de gemeente dateren uit de 18e eeuw, wanneer Gasteiger een brief schreef naar de toenmalige bisschop van Veszprém over het koesteren van het geloof van de bewoners van de gemeente. Toen stond er al een 'üveghuta' en woonden er 20 families op die plaats.
Door het succes van de glasproductie in die buurt, had men besloten in 1802 nieuwe 'üveghuta' te bouwen. De enige plaats waar 2 'üveghuta' tegelijkertijd functioneerden, was alleen maar in Úrkút. Daar produceerde men glazen flessen en glasplaten. Die producten bereikten onder andere het geheel Dunántúl en sommige plaatsen in Alföld.
Onder de meerdere 'üveghuta' van het Bakonygebied, waren er eerst in Úrkút glazen gepolijst. Dit wordt bevestigd door de 2 glazen kroonluchters. Beiden zijn fijn uitgewerkt en versieren de huidige kerk in Úrkút die in 1795 werd gebouwd. Er is ook een kelk gemaakt hier, die werd geschonken aan de bekendste componist en pianist van Hongarije, nl. Franz Liszt. Deze kelk wordt nog steeds bewaard door Franz Liszt Muziekacademie en versiert het blazoen van Úrkút.
De eerste bewoners van Úrkút produceerden niet alleen glazen maar waren ook houtbewerkers (zorgden voor ontbossing van het gebied om nieuwe landbouwgronden te cultiveren. Daarom werd houtbewerking voor een lange tijd het grootste beroep van de inwoners. Maar omwille van de slechte eigenschappen van de grond, het onaangename klimaat, waren ze niet erg vruchtbaar, dus men kon niet alleen overleven van landbouw. Daarom vormden houtbewerking en industrie (glasproductie) de basis voor hun overleving.

## Oorsprong naam
Úrkút is vernoemd naar een waterput waar leenheren hun paarden water gaven. De letterlijke betekenis van "úr" is heer en van "kút" is waterput.

## Politiek

### Burgemeesters
- 1990–1994: Pfaff Zsolt (MSZP)[2]
- 1994–1998: Pfaff Zsolt (onafhankelijk)[3]
- 1998–2002: Pfaff Zsolt (onafhankelijk)[4]
- 2002–2006: Pichler József (onafhankelijk, Duitse minderheid)[5]
- 2006–2006: Pichler József (onafhankelijk)[6]
- 2007–2010: Ifj. Rieger Tibor (onafhankelijk)[7]
- 2010–2014: Fülöp Zoltán Gyuláné (onafhankelijk)[8]
- 2014–2019: Fülöp Zoltán Gyuláné (onafhankelijk)[9]
- 2019-től: Fülöp Zoltánné (onafhankelijk)[1]

Door het overlijden van de toenmalige burgemeester Pichler József nadat hij verkozen werd in oktober 2006, vond er op 21 januari 2007 een nieuwe electie plaats.

## Bevolking
Volgens de volskstelling van 2011 identificeerden zich 86,2% als Hongaren, 21,7% als Duitsers (Zwaben) (13,7% niet bekend; door de dubbele identiteiten is het resultaat groter dan 100%). Op vlak van religie openbaarden zich 65,6% als rooms katholieken; 4,9% calvinisme; 0,8% lutheranisme; 6,6% atheïsten (21,7% niet bekendgemaakt)

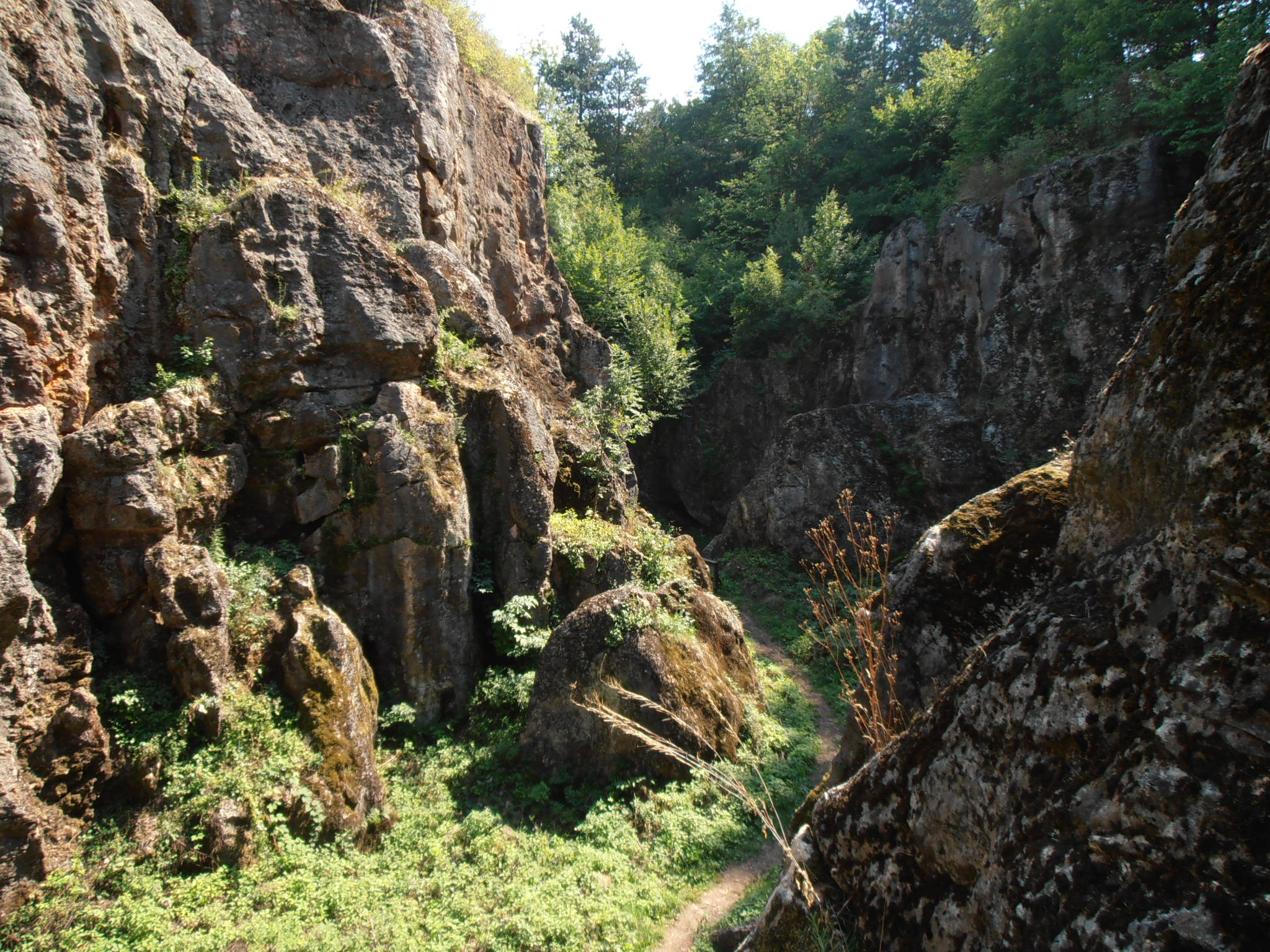
Csárdahegyi Őskarszt

### Csárdahegyi Őskarszt
Csárdahegyi Őskarszt is een beschermd gebied van 6 hectare omringd door hekken aan de rand van Úrkút en is in het bezit van het Raad van Toezicht van het Nationaal Park van Balaton. Men kan dit prachtig gebied gratis bezoeken en bewonderen.
Het gebied werd ontdekt tijdens een zoektocht naar steenkool en werd met precisie ontgonnen - dit geeft een meerwaarde aan de verlaten mijn. Want zo bleven de kalkstenen, die dateren uit Vroeg-Jura, ongedeerd.